# Дејан Билановић
Дејан Билановић, (Тузла, 25. јун 1946 – 11. јануар 2012, Бања Лука) је био пуковник Војске Републике Српске у пензији. Током Одбрамбено-отаџбинског рата био је командант 1. теслићке бригаде у саставу 1. Крајишког корпуса.

## Биографија
Гимназију је завршио 1966, Војну академију копнене војске, смјер оклопне јединице, 1971. у Београду и Командно-штабну школу тактике копнене војске 1988. године. Службовао је у гарнизонима Бања Лука, Добој и Београд. На посљедњој дужности у ЈНА био је помоћник за оперативно-наставне послове у окружном штабу Територијалне одбране у Добоју, у чину потпуковника. У ВРС је био од 12. маја 1992. до пензионисања, 28. фебруара 2002. Био је помоћник за оперативно-наставне послове начелника штаба команде оперативне групе, начелник рода оклопно-механизованих јединица и начелник оклопно-механизованих јединица у Управи копнене војске Генералштаба Војске Републике Српске. У чин пуковника унапријеђен је 16. јуна 1995.

## Одликовања и признања
Одликован у ЈНА:
- Медаља за војне заслуге
- Орден за војне заслуге са сребрним мачевима